# The 'Pollywogs' Picnic
The 'Pollywogs' Picnic è un cortometraggio muto del 1915 diretto da Chance Ward (Chance Ward).

## Produzione
Il film fu prodotto dalla Kalem Company.

## Distribuzione
Distribuito dalla General Film Company, il film - un cortometraggio di 150 metri - uscì nelle sale cinematografiche USA il 13 aprile 1915. Nelle proiezioni, veniva programmato con il sistema dello split reel, accorpato in un'unica bobina con un altro cortometraggio prodotto dalla Kalem, la commedia One Rainy Day.